# Lesław Pauli
Lesław Pauli (ur. 2 lipca 1919 we Lwowie, zm. 27 września 1986) – polski historyk prawa, profesor Uniwersytetu Jagiellońskiego w Katedrze Powszechnej Historii Państwa i Prawa UJ, autor ponad dwustu publikacji.

## Życiorys
Był synem Władysława, prawnika, sędziego sądu we Lwowie; oraz Wandy z domu Gajewskiej. Miał rodzeństwo: brata Jerzego i siostrę Wandę.
W 1945 na Uniwersytecie Jagiellońskim uzyskał tytuł magistra prawa na podstawie pracy pt. „Stanowisko kobiety w prawie karnym statutów komun włoskich". W 1971 uzyskał stopień docenta nauk prawnych w zakresie powszechnej historii państwa i prawa oraz historii prawa rzymskiego w Polsce, od 1971 do 1976 był profesorem nadzwyczajnym, następnie zwyczajnym. Pełnił także funkcję kierownika Katedry Powszechnej Historii Państwa i Prawa UJ. Jego zainteresowania badawcze uwzględniały historię prawa polskiego oraz europejskiego prawa karnego.
Został pochowany na cmentarzu Rakowickim w Krakowie.

## Publikacje
- Jan Nixdorf (1625–1697) – pisarz prawa procesowego (Kraków 1957)
- Austriacki kodeks karny z 1803 w Wolnym Mieście Krakowie, cz. I (Kraków 1968)
- Austriacki kodeks karny z 1803 w Wolnym Mieście Krakowiecz. II (Kraków 1970)
- Infirmitas sexus. Sytuacja prawna kobiet w świetle przepisów karnych ustawodawstwa statutowego miast włoskich (Kraków 1975)
- Poenae prioprie. Das Problem der Sonderstrafen in der Europäische Gesetzgebung aus den Jahren 1751–1903 (Kraków 1982)

## Odznaczenia
- Krzyż Kawalerski Orderu Odrodzenia Polski (1973)[1]
- Medal Komisji Edukacji Narodowej[1]